# 経典寺
経典寺（きょうてんじ）は、京都府京丹後市大宮町上常吉にある日蓮宗の寺院。詳名は大乗山経典寺。建立当時、寺の北側の山頂には上常吉城が所在した。
別院に、貝谷不動尊がある。

## 歴史
江戸時代後半には丹後ちりめん機業の中心地となった与謝郡加悦谷地域と中郡（現在の京丹後市大宮町、峰山町）の郡境である平地峠の麓に位置し、重要な交通路であった網野街道を見下ろす高台にある。
1566年（永禄9年）、2年前から当地に留まって法華経の布教を行っていた佐渡の日立（にちりゅう）上人により、上常吉城が所在する名賀連尼（ながれお）の麓に建立された。「経典寺略縁起」によれば、近郷8000貫の領主であった上常吉城の城主・進藤山城守の若君の病を平癒した功績により、創立されたとされ、城主が深く帰依した。進藤家は、天正期に松永久秀に組して織田信長方と争い、戦に敗れた一族であるが、豊臣秀吉の推挙により、わずかに所領を得て当地に居城していたと記録される。
1600年（慶長5年）頃、細川藤孝により丹後一色氏が滅ぼされた戦乱の折、困窮した常吉村民は村を離れ、当寺の2代目・日観も宮津の経王寺に居を移したが、その間に寺の大半は村とともに焼失した。帰村後、日観は村の鎮守のために七面大明神を祀り、村の復興に尽力した。この折、経典寺は経王寺の末寺となったが、1752年（宝暦2年）9月に経王寺末から離脱し、京都本圀寺末に属した。
太平洋戦争末期の1945年（昭和20年）4月21日、京都市立鳳徳国民学校から大宮町に学童疎開が行われ、男子が経典寺に、女子が常林寺に到着した。鳳徳国民学校の児童は終戦後の10月21日まで約半年間滞在した。

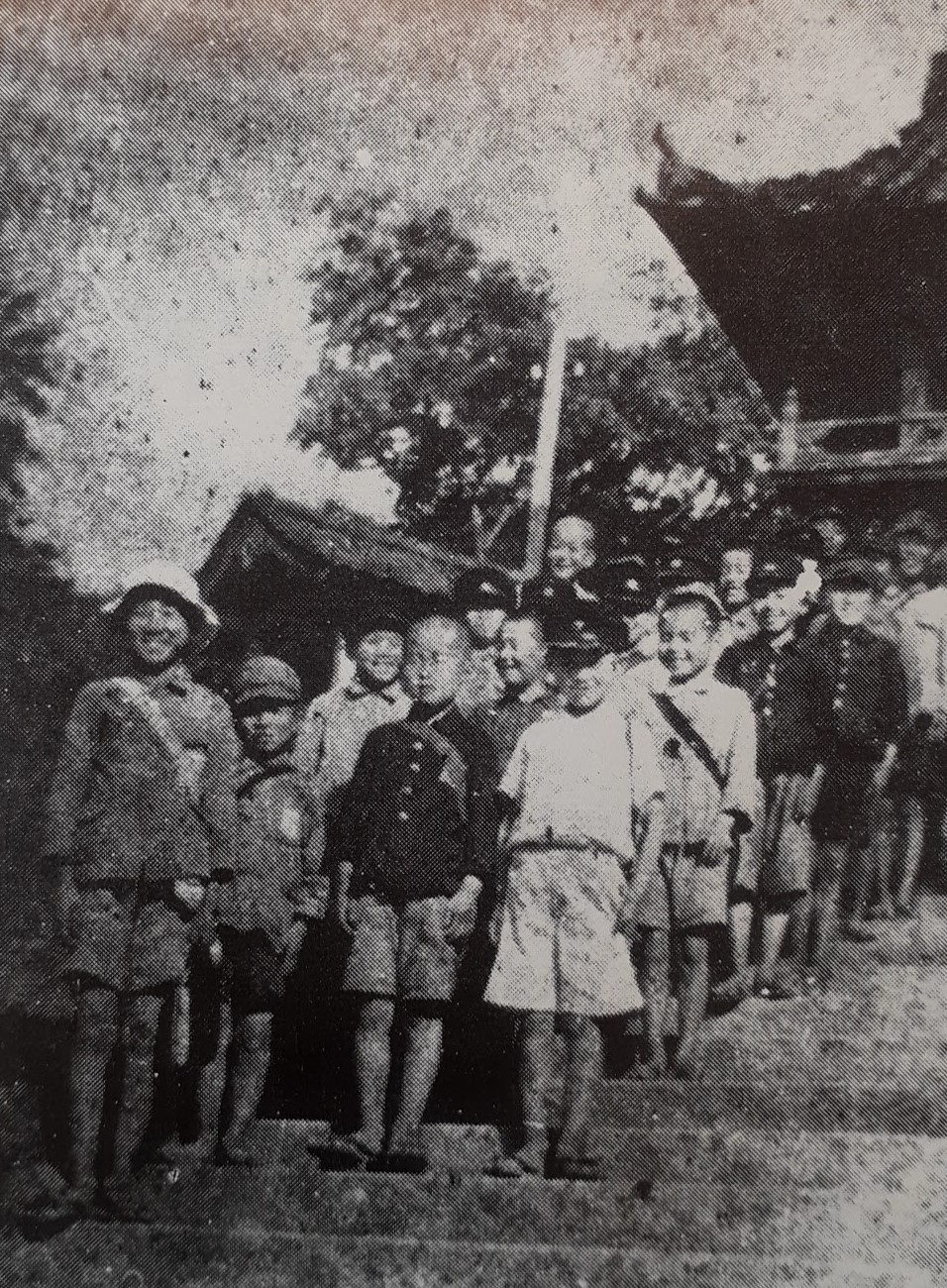
経典寺に学童疎開した鳳徳国民学校の児童

## 境内

### 建築物
1826年（文政9年）2月1日に21代・日応が再建した山門が現存する。一間一戸の楼門であり、入母屋造、桟瓦葺き。上層部に逆蓮擬宝珠付縁高縁が4周巡らされ、上層4周の中央の柱の間に火灯窓がある。大工は加悦の富田一族で、幕末期に加悦谷を中心に名建築を残した富田儀兵衛の名も2番目に記されているが、儀兵衛が加悦大工の中核的存在となったのは天保年間以降とみられ、この山門はその片鱗がみられない簡素なつくりとなっている。構えとしては、同町内の周徳寺山門と類似性が高い。
江戸時代に再建された本堂と庫裡は、1906年（明治39年）9月6日に焼失した。同年11月に庫裡は再建、1912年（大正元年）10月に本堂を再建したが、1927年（昭和2年）の北丹後地震によりいずれも倒壊し、現存する本堂と庫裡は1931年（昭和6年）に再建されたものである。
境内堂として、かつては番神堂、七面堂があり、三十番神・七面大明神を安置した。

### その他
寺門の興隆のため、梵鐘を3度、1709年（宝永6年）、1812年（文化9年）3月15日、1892年（明治25年）3月に鋳造した。
参道にある2基の仏宝塔が、大宮町の有形文化財とされる。1基は享保11年のもので、高さ2メートル。1基は宝暦年間のもので高さ1.6メートル。

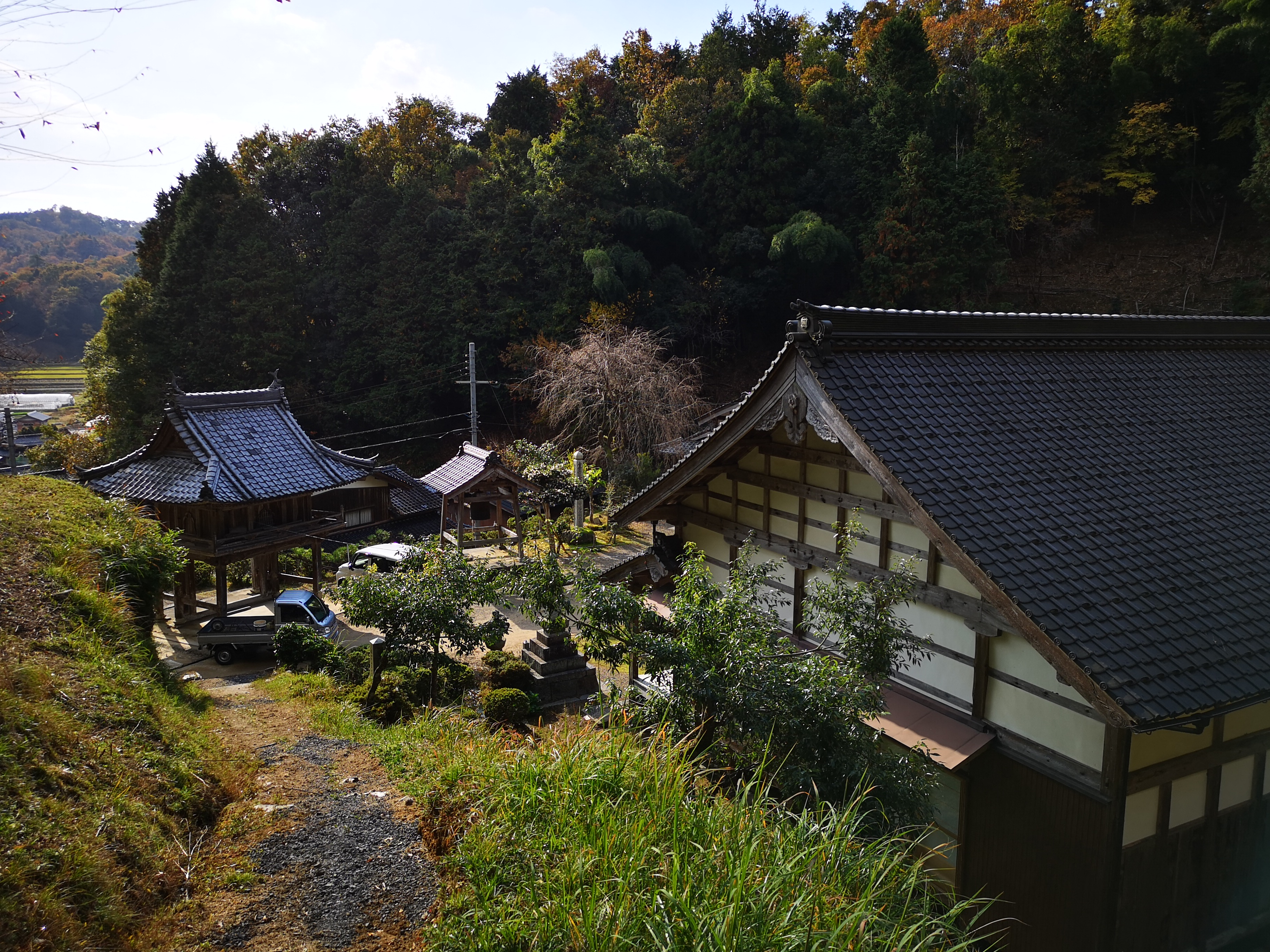
本堂および山門（裏山から）
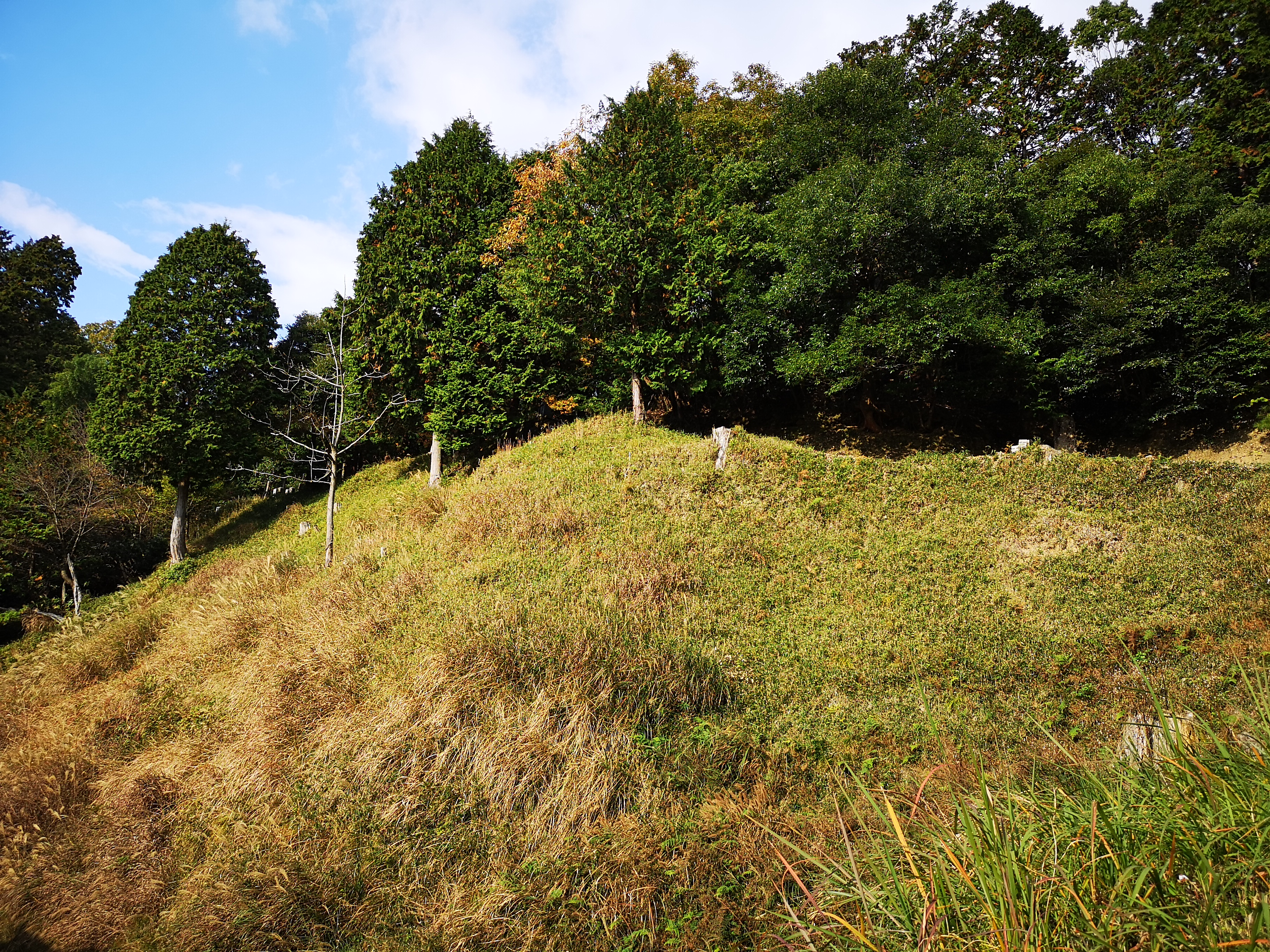
様々な史跡が残る経典寺の裏山
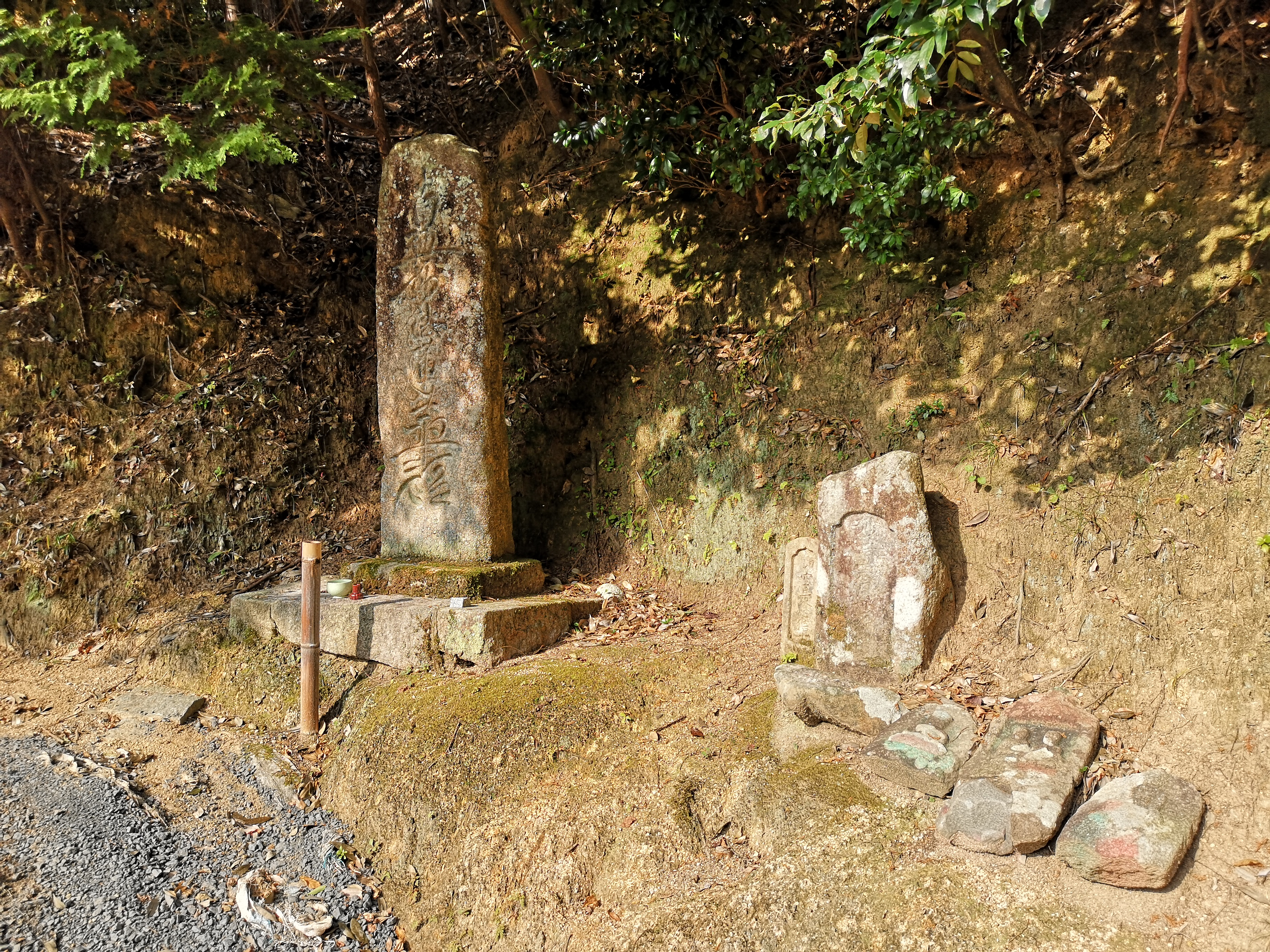
経典寺裏山の登山道の一画
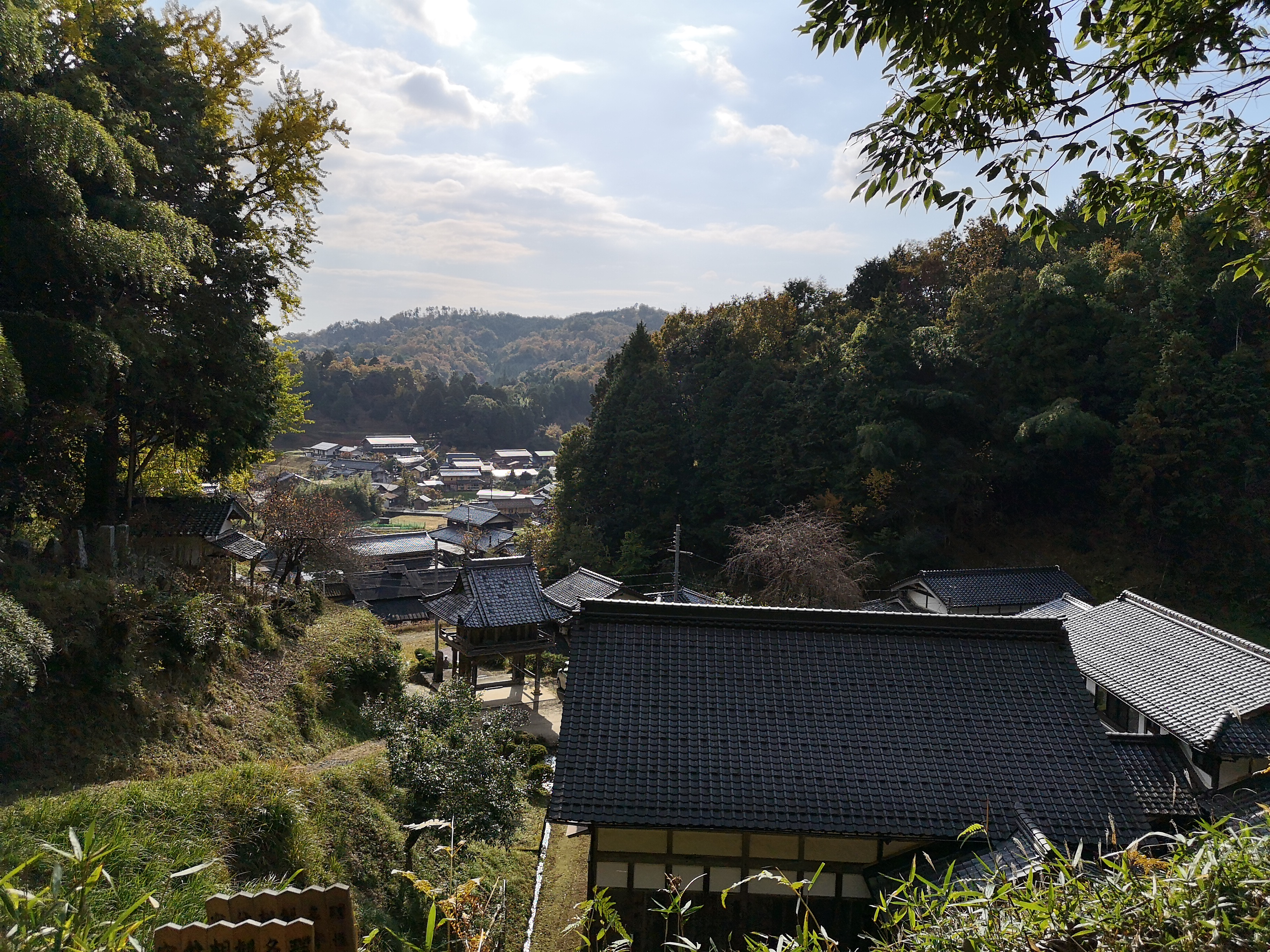
経典寺裏山から望む京丹後市上常吉地区

## 年中行事
- 別院の貝谷不動尊から移設し安置している鬼子母神の祭日を、4月18日とする[3]。貝谷不動尊の例祭日は7月28日である[3]。
- 上常吉小字上司に建つ山霊大善神の碑で、9月9日に山の神を祀る祭礼を行う[3]。

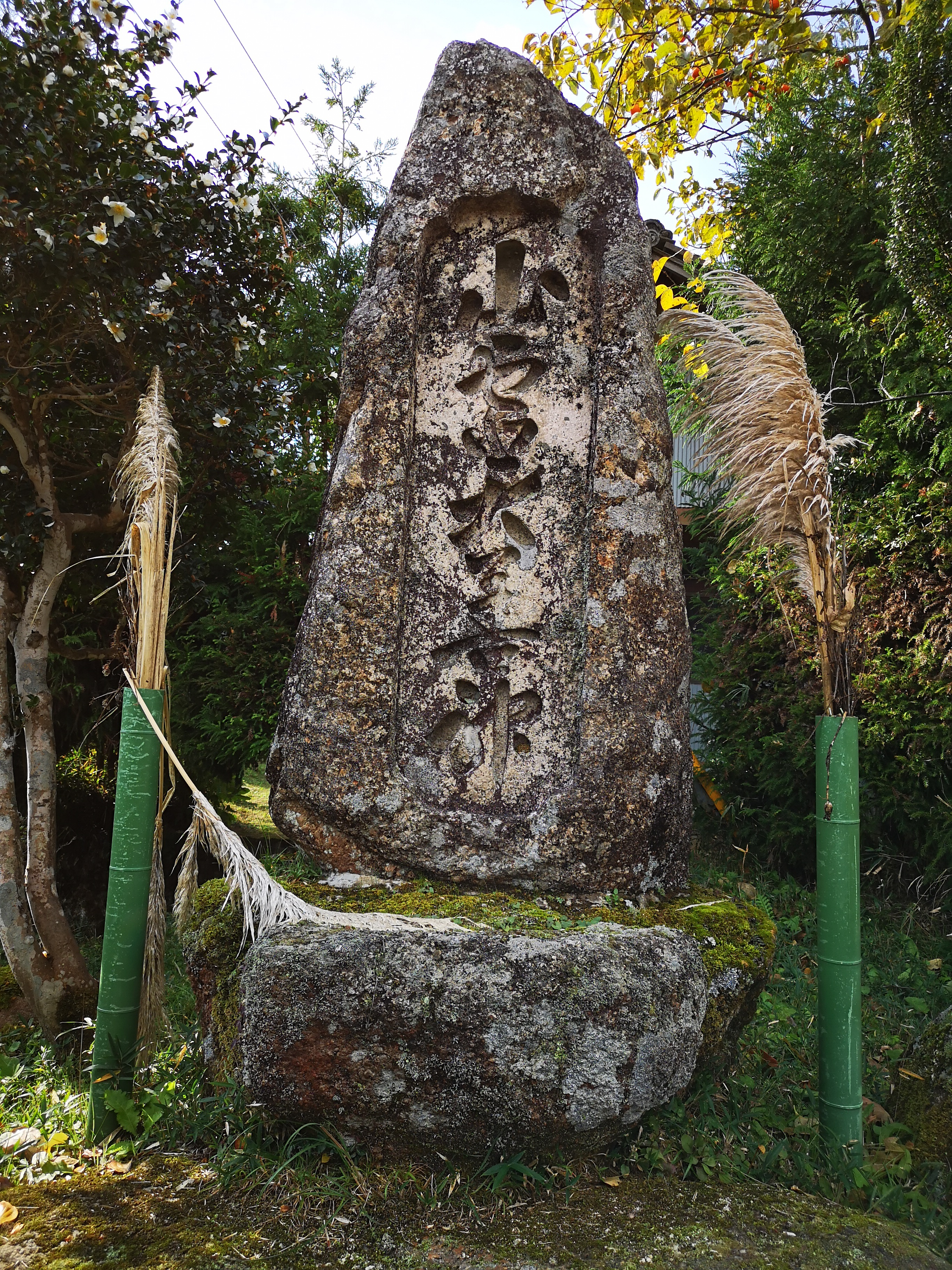
山霊大善神の碑
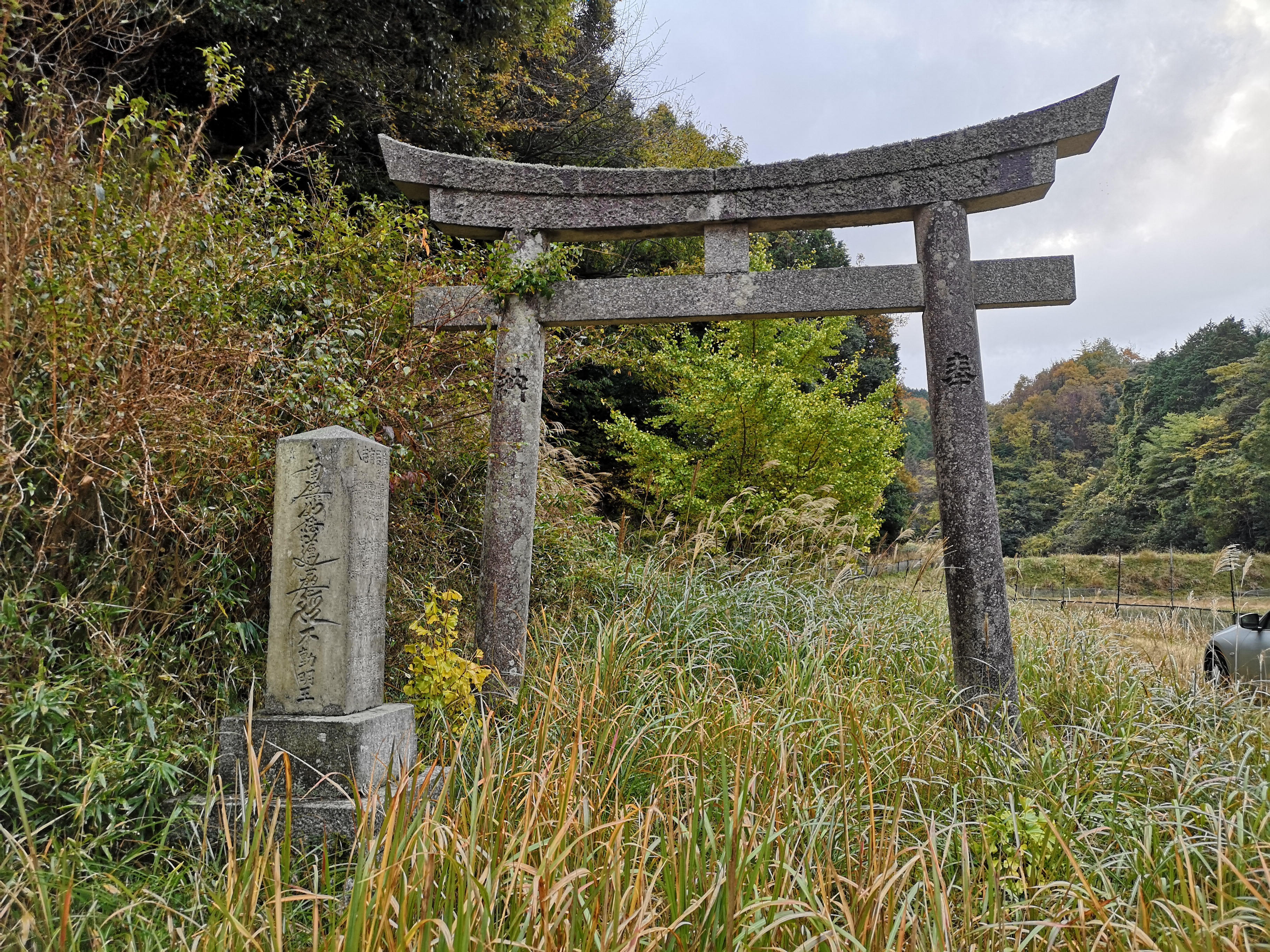
貝谷不動尊 鳥居
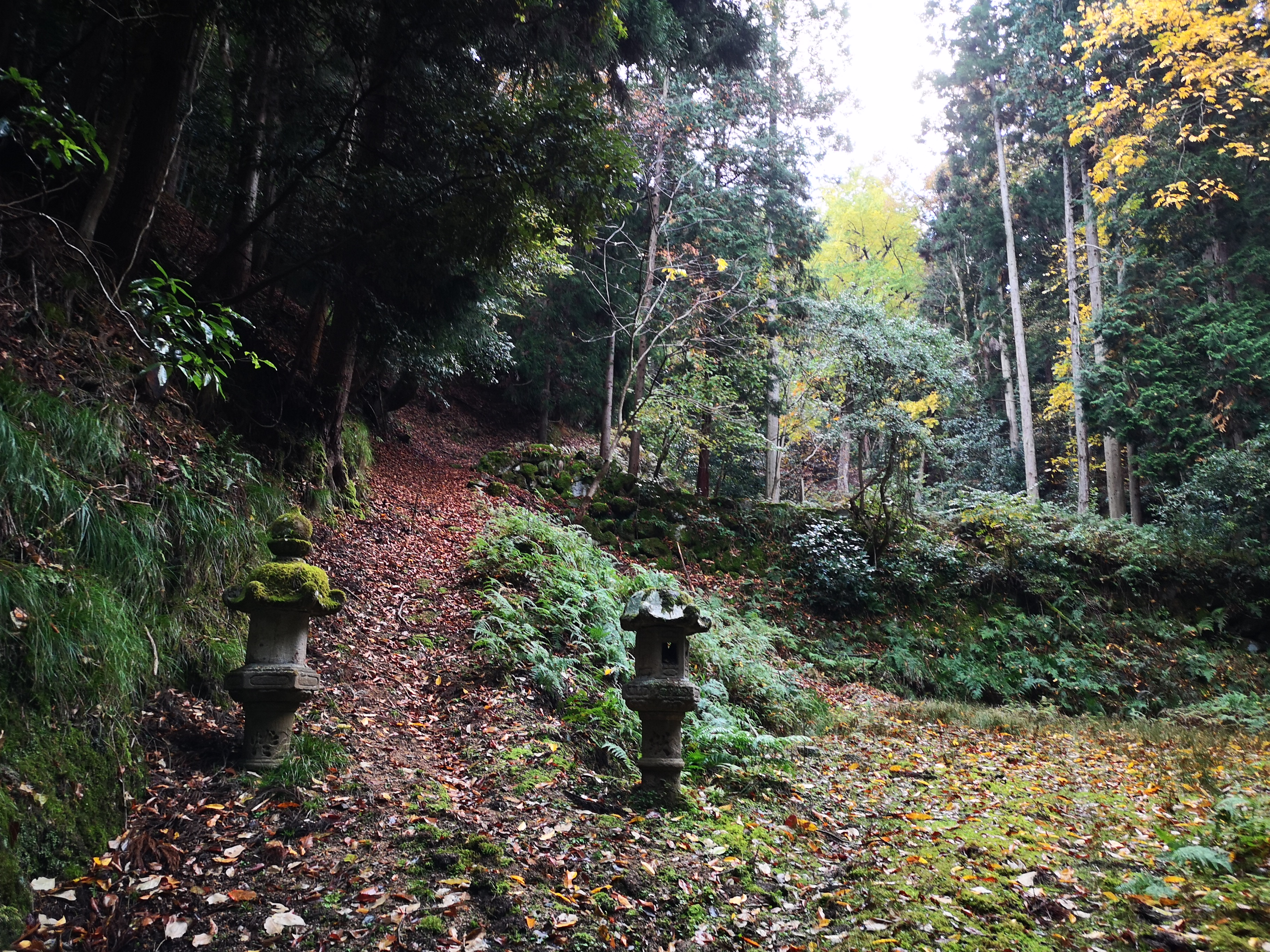
貝谷不動尊 参詣道

## 現地情報

### 所在地
京都府京丹後市上常吉小字本地1115

### アクセス
- 鉄道：京丹後大宮駅から3.6キロメートル（徒歩にて約45分）[9]
- バス：上常吉バス停から約500メートル（徒歩7分）、または、下常吉バス停から約800メートル（徒歩10分）[9]

## 関連する史跡
- 貝谷不動尊
  - 貝谷とよばれる渓谷の山中に位置する経典寺の別院。鳥居、灯籠などの石物は現存するが、本尊の鬼子母神は経典寺に移し、祀られている[10]。
- 上常吉城
  - 寺の上、北側の山頂に位置する。周囲を20 - 30メートルの絶壁に取り囲まれた要塞堅固な城であった。城主は進藤備前守。[2]
- 七面宮跡
  - 2代目の日観上人が1605年（慶長10年）8月に寺の上の山流れ尾に、清正公、妙見菩薩とともに七面大明神を祀り、村民の氏神としたもの。古くは祭礼も執行したが、市20世紀後半時点で廃れ、いずれも経典寺に合祀された[11]。